# Élections législatives somalilandaises de 2005
Les élections législatives somalilandaises de 2005 se déroulent le 29 septembre 2005 au Somaliland. Il s'agit des premières élections législatives depuis l'indépendance unilatérale du pays le 18 mai 1991. Malgré la limitation constitutionnelle à un total de trois partis et des manquements aux standards internationaux relevés par les observateurs internationaux, les élections sont qualifiées par ces derniers de pacifiques, libres et équitables.

## Système politique et électoral
Le Somaliland est un État de la Corne de l'Afrique s'étant autoproclamé indépendant de la Somalie en 1991 et qui n'est pas reconnu par la communauté internationale.
Son parlement bicaméral est composé d'une chambre haute, la Chambre des anciens dont les membres ne sont pas directement élus, et d'une chambre basse, la Chambre des représentants qui comporte 82 sièges pourvus tous les cinq ans au Scrutin proportionnel plurinominal dans six circonscriptions plurinominales correspondants aux régions du pays.
La constitution limite à trois le nombre de partis politiques pouvant participer aux élections présidentielles et législatives, dans le but de limiter le tribalisme politique dans le pays. Les élections municipales de 2002, pour lesquelles le multipartisme intégral est autorisé, servent de primaires à ce système, les trois partis arrivant en tête devenant pour dix ans ceux autorisés à concourir aux scrutins nationaux,.

## Résultats
|                           |                                                                    |          |       |        |  |  |  |  |  |
| Partis                    | Partis                                                             | Voix     | %     | Sièges |  |  |  |  |  |
|                           | Parti démocratique du peuple uni (UDUB)                            | 261 449  | 39,00 | 33     |  |  |  |  |  |
|                           | Parti kulmiye de la paix, de l'unité et du développement (Kulmiye) | 228 328  | 34,06 | 28     |  |  |  |  |  |
|                           | Pour la justice et le développement (UCID)                         | 180 545  | 26,93 | 21     |  |  |  |  |  |
|                           |                                                                    |          |       |        |  |  |  |  |  |
| Votes valides             | Votes valides                                                      | 670 322  | 99,32 |        |  |  |  |  |  |
| Votes blancs et invalides | Votes blancs et invalides                                          | 4 585    | 0,68  |        |  |  |  |  |  |
| Total                     | Total                                                              | 674 907  | 100   | 82     |  |  |  |  |  |
| Inscrits / participation  | Inscrits / participation                                           | ≈800 000 | ≈85   |        |  |  |  |  |  |